# Dragomlja vas
Dragomlja vas – wieś w Słowenii, w gminie Metlika. W 2018 roku liczyła 99 mieszkańców.